# Datsun Z
La Datsun Z è un'autovettura sportiva costruita dalla casa automobilistica giapponese Datsun dal 1969 al 1978 come successore della serie Datsun Sports. Venne sostituita dalla Datsun 280ZX. Era disponibile solo in versione coupé due porte. 
Venne commercializzata in tre versioni, a cui vennero dati tre nomi differenti legati alla cilindrata del motore installato, Datsun 240Z, Datsun 260Z e Datsun 280Z. Nel mercato interno giapponese portava il nome Datsun Fairlady, che fu mutuato dal suo predecessore. Nei mercati giapponese e australiano la Datsun Sports era infatti denominata Datsun Fairlady.

## Datsun 240Z

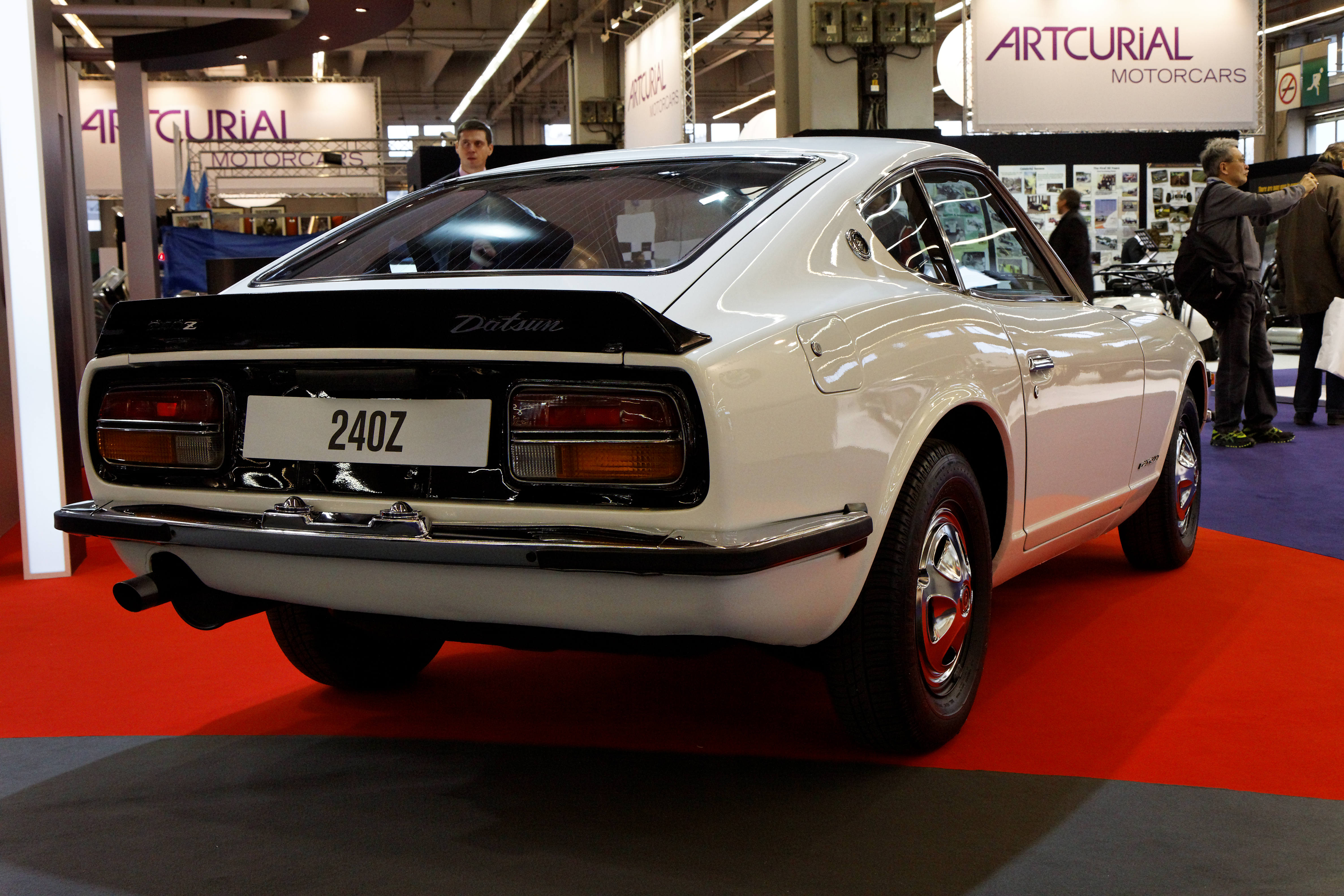
Il retro di una Datsun 240Z

Al salone dell'automobile di Tokyo del 1969 la Nissan presentò una nuova vettura sportiva per sostituire la Datsun Sports, che fu nuovamente commercializzata in Giappone con il nome Fairlady ed esportata con la denominazione Datsun 240Z. Il modello era disponibile solo con carrozzeria coupé a due porte. La carrozzeria era autoportante in lamiera d'acciaio. La 240Z fu prodotta fino al 1973 
Il modello era alimentato da un motore a sei cilindri in linea da 2,4 L di cilindrata, da cui il nome del modello, ed erogante 151 CV di potenza. La testata era in lega leggera e l'alimentazione era assicurata da due carburatori Hitachi HJB a pressione costante. 

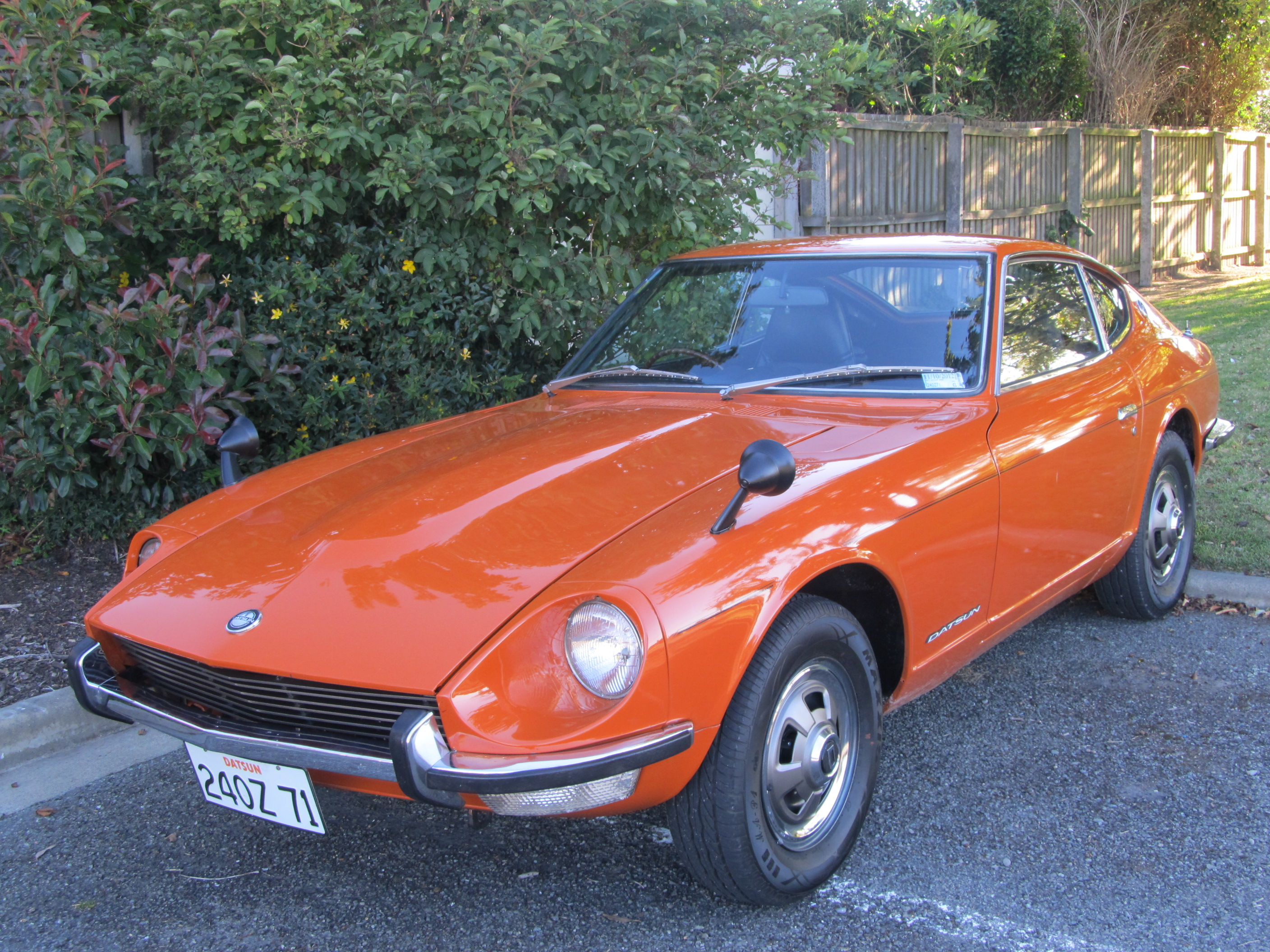
Una Datsun 240Z

Era possibile scegliere tra un cambio manuale a quattro o cinque rapporti, e un cambio automatico a tre velocità. Tutte e quattro le ruote erano collegate individualmente alla vettura tramite montanti e bracci trasversali. Erano installati un asse MacPherson sull'avantreno e un asse Chapman al retrotreno.
Il motore da 2,4 L non era disponibile in Giappone perché a partire dalla cilindrata di 2 L veniva applicata un'imposta sul lusso. Pertanto nel mercato interno giapponese il modello aveva installato un sei cilindri in linea da 2 L con testata a doppio albero a camme in testa e tre doppi carburatori Mikuni. Nel mercato interno il modello veniva offerto con una parte anteriore più corta avente un design simile a quello del modello da esportazione. In Giappone il modello era disponibile anche in versione ZG, che aveva un cofano più lungo di quasi 20 cm, delle coperture in plexiglas davanti ai fanali e un'apertura per l'aria di raffreddamento collocata sul paraurti. 
In Giappone era disponibile anche la versione Z432, che era un'evoluzione proveniente dagli sport motoristici. Aveva un motore a sei cilindri in linea da 2 L e 160 CV, progettato per avere una corsa notevolmente più breve e quindi più facile da gestire rispetto al modello base (alesaggio × corsa: 82×62,8 invece di 78×69,7mm). L'alimentazione era assicurata da tre doppi carburatori Mikuni. Del modello era anche disponibile la versione Z432R, che era basata sulla Z432. Era la versione leggera di quest'ultima con pannelli in plexiglass e altre misure di riduzione del peso.

## Datsun 260Z

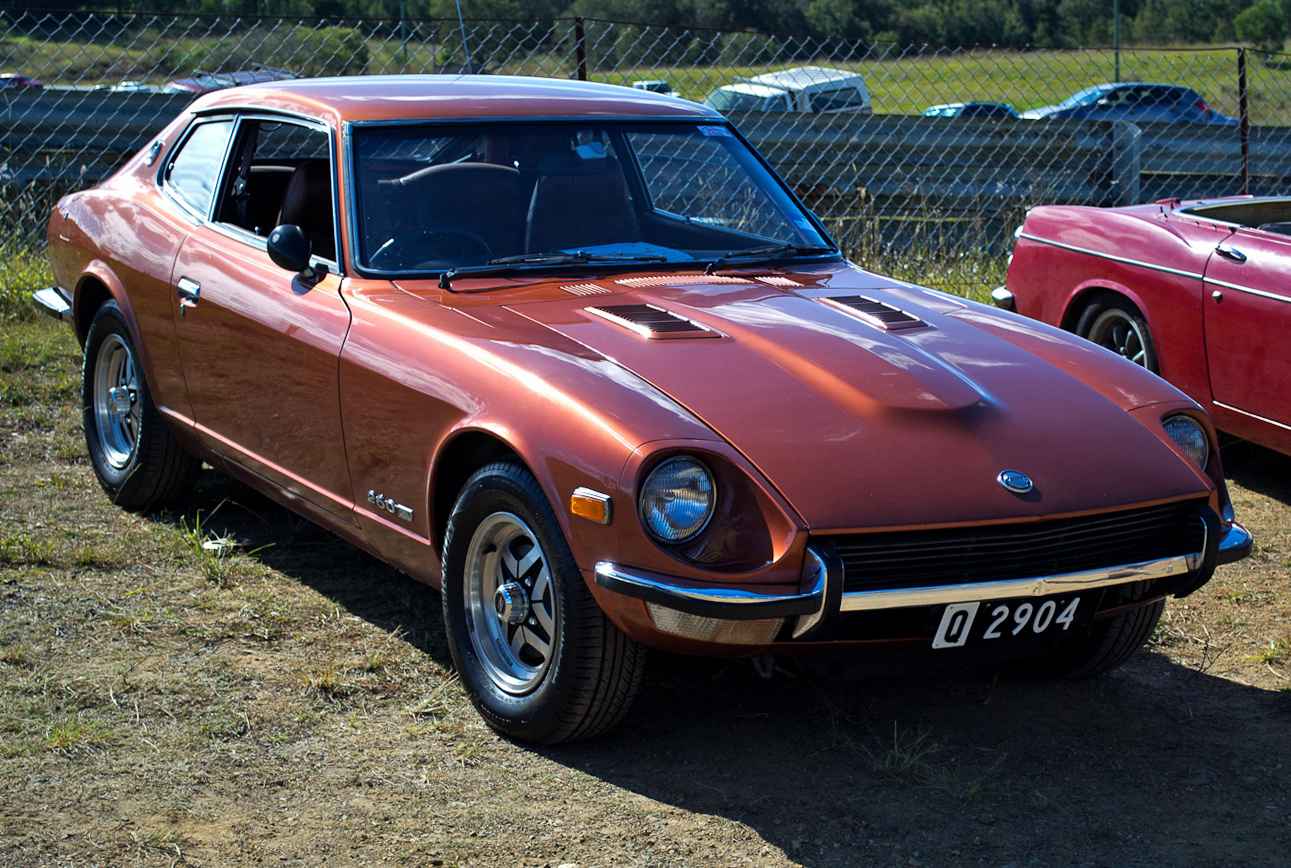
Una Datsun 260Z 2+2

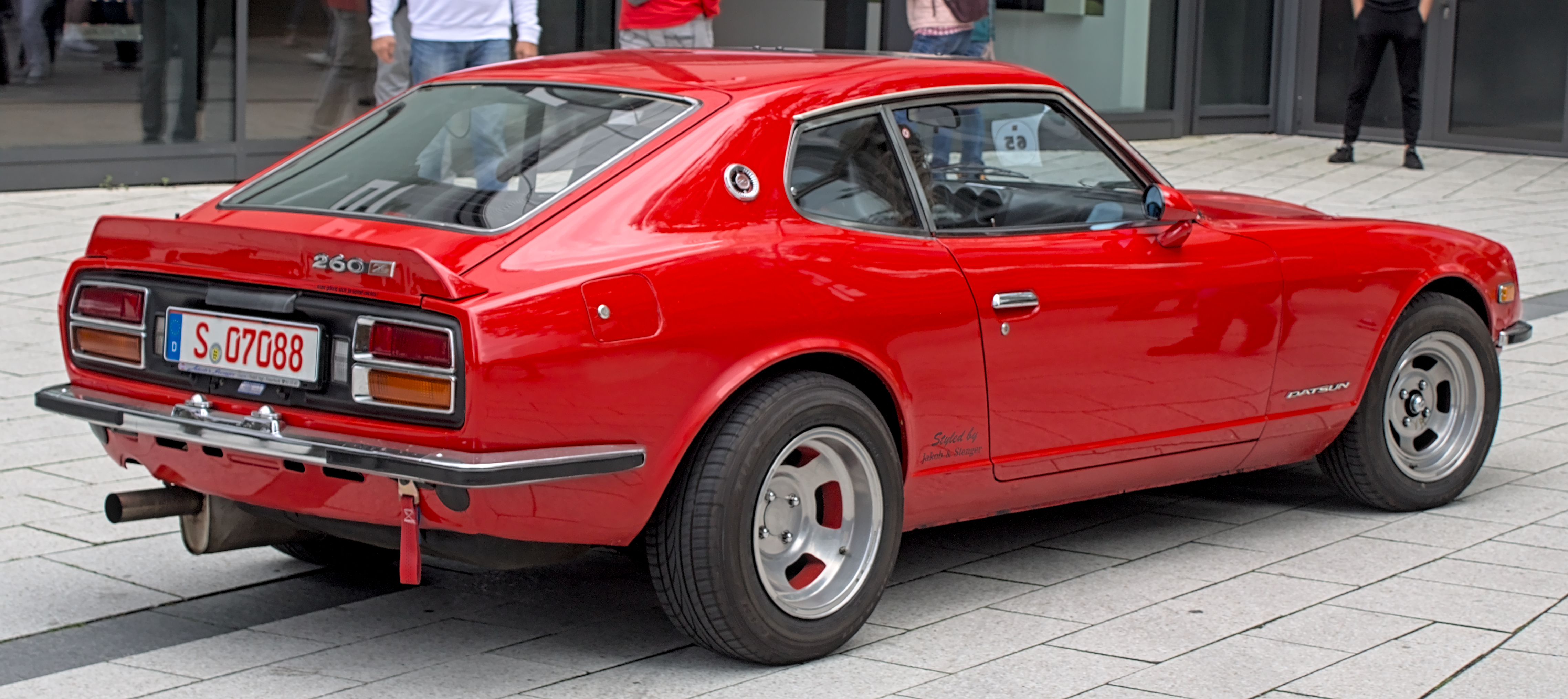
Retro di una Datsun 260Z 2+2

Al salone dell'automobile di Tokyo del 1973 la Nissan presentò la nuova versione del modello da esportazione, che fu chiamata 260Z, visto che aveva installato con un motore a sei cilindri in linea da 2,6 L di cilindrata erogante 153 CV di potenza. Fu disponibile alla vendita a partire dal 1974, e restò in produzione fino al 1978. Oltre alla versione a due posti, nella primavera del 1974 venne aggiunta alla gamma una 2+2 posti con un passo più lungo di 30 cm che era commercializzata con il nome di 260Z 2+2. 
L'aumento della cilindrata era dovuto alle normative sempre più severe sulle emissioni nel mercato principale della Datsun Z, gli Stati Uniti. Nonostante l'aumento della cilindrata, il motore produceva solo tre CV di potenza in più perché aveva un rapporto di compressione inferiore e, in California, un convertitore catalitico. In Giappone, la Datsun Fairlady conservò il motore da 2 L, mentre la versione Z432 non era più disponibile.
Alla fine del 1977 furono apportate numerose piccole modifiche alla scelta dei colori, agli interni, al cambio e al motore, la cui potenza fu aumentata di 4 CV (grazie all'albero a camme modificato), mentre la velocità massima scese da 205 a 194 km/h.

## Datsun 280Z

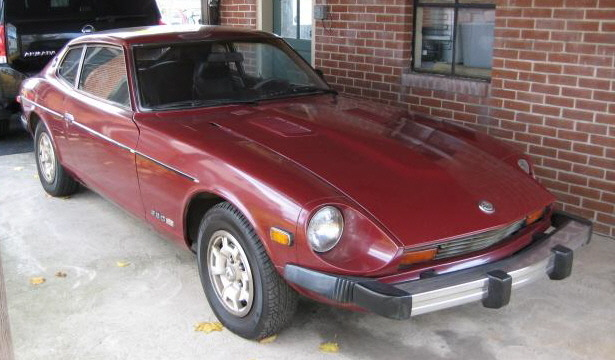
Una Datsun 280Z

Nell'estate del 1975 la 260Z fu sostituita, esclusivamente in Nord America, dalla 280Z (da non confondere con il suo successore, la Datsun 280ZX), nome che derivava dal motore installato, ovvero un sei cilindri in linea da 2,8 L di cilindrata erogante 170 CV di potenza. La novità principale risiedeva nell'alimentazione, visto che si passò dai carburatori all'iniezione. L'iniezione era elettronica L-Jetronic di Bosch. I modelli venduti in California erano dotati di convertitore catalitico.
Nella gamma delle carrozzerie erano ancora presenti una pura due posti e la variante 2+2 posti. Nel giugno 1976 anche la Fairlady giapponese, sempre con motore da 2 L, ricevette l'alimentazione ad iniezione. La 280Z non fu offerta in Europa. Dall'autunno 1978, la 260Z e la 280Z furono sostituite in tutti i mercati dalla Datsun 280ZX.